# Parafroneta
Parafroneta Blest, 1979 è un genere di ragni appartenente alla famiglia Linyphiidae.

## Distribuzione
Delle quattordici specie oggi note di questo genere ben tredici sono state rinvenute in territorio neozelandese, quasi tutte endemismi; la P. marrineri è un endemismo delle isole Campbell, a sud della Nuova Zelanda.

## Tassonomia
Per la determinazione delle caratteristiche della specie tipo sono tenute in considerazione le analisi sugli esemplari di Mynoglenes marrineri Hogg, 1909.
Dal 2003 non sono stati esaminati esemplari di questo genere.
A dicembre 2012, si compone di quattordici specie:
- Parafroneta ambigua Blest, 1979 — Nuova Zelanda
- Parafroneta confusa Blest, 1979 — Nuova Zelanda
- Parafroneta demota Blest & Vink, 2002 — Nuova Zelanda
- Parafroneta haurokoae Blest & Vink, 2002 — Nuova Zelanda
- Parafroneta hirsuta Blest & Vink, 2003 — Nuova Zelanda
- Parafroneta insula Blest, 1979 — Nuova Zelanda
- Parafroneta marrineri (Hogg, 1909)[3] — Isole Campbell
- Parafroneta minuta Blest, 1979 — Nuova Zelanda
- Parafroneta monticola Blest, 1979 — Nuova Zelanda
- Parafroneta persimilis Blest, 1979 — Nuova Zelanda
- Parafroneta pilosa Blest & Vink, 2003 — Nuova Zelanda
- Parafroneta subalpina Blest & Vink, 2002 — Nuova Zelanda
- Parafroneta subantarctica Blest, 1979 — Nuova Zelanda
- Parafroneta westlandica Blest & Vink, 2002 — Nuova Zelanda